# Fjernadgang.dk
Fjernadgang.dk er et netbibliotek med vejledninger og links til de enkelte bibliotekers elektroniske opslagsværker.	
De elektroniske opslagsværker er hovedsagelig engelsksprogede og er indholdsmæssigt på et højt fagligt niveau.
Til flere af opslagsværkerne er der udarbejdet vejledninger, både elektroniske vejledninger, der afspilles som film og vejledninger, der kan printes ud. 
Adgang til de elektroniske opslagsværker fås via CPR-nummer og den pinkode man får, når man bliver oprettet som bibliotekslåner. Der er adgang for alle til vejledningerne.
Siden drives af i fællesskab af bibliotekerne i Københavns og Frederiksberg Kommuner.